# Podczerje
Podczerje (ros. Подчерье) – wieś (sieło) w Rosji, w Republice Komi, w okręgu miejskim Wuktyłu. W 2010 liczyła 710 mieszkańców.